# Championnats panarabes d'athlétisme 1979
Navigation
Édition précédente Édition suivante
Les championnats panarabes d'athlétisme 1979 se sont déroulés à Bagdad en Irak. Dix épreuves féminines ont été disputées avec la participation de 4 pays seulement sur les 12 présents. La Tunisie en a remporté huit.

## Résultats

### Hommes
| Event                 | Or                             | Or              | Argent                        | Argent          | Bronze                         | Bronze          |
| --------------------- | ------------------------------ | --------------- | ----------------------------- | --------------- | ------------------------------ | --------------- |
| 100 mètres            | Nabil Nahri Syrie              | 10 s 97         | Sami Shaykhali Irak           | 10 s 99         | Haythem Nadim Irak             | 11 s 06         |
| 200 mètres            | Haythem Nadim Irak             | 21 s 14         | Nabil Nahri Syrie             | 21 s 45         | Farhan Salmeen Qatar           | 21 s 82         |
| 400 mètres            | Al Mahdi Saleh Ahmed Libye     | 47 s 82         | Béchir El Fallah Libye        | 47 s 96         | Fahem Abdessada Irak           | 47 s 99         |
| 800 mètres            | Mohamed Alouini Tunisie        | 1 min 51 s 71   | Khaled Khalifa Koweït         | 1 min 53 s 98   | Salem Mohamed Salem Libye      | 1 min 54 s 28   |
| 1 500 mètres          | Khaled Khalifa Koweït          | 3 min 58 s 4    | Messâad Neji Qatar            | 3 min 58 s 5    | Amara Chiha Tunisie            | 3 min 59 s      |
| 5 000 mètres          | Neji Abdel Amir Irak           | 14 min 40 s     | Amara Chiha Tunisie           | 14 min 41 s 9   | Mofleh Saad Messaoud Qatar     | 14 min 42 s 9   |
| 10 000 mètres         | Shabib Dagher Irak             | 31 min 41 s 2   | Neji Abdel Amir Irak          | 32 min 0 s 37   | Ibrahim Ettaher Qatar          | 32 min 43 s 8   |
| 3000 mètres steeple   | Sabbar Hantouch Irak           | 9 min 00 s 87   | Abdelkarim Jomâa Syrie        | 9 min 07 s 45   | Amara Chiha Tunisie            | 9 min 09 s 32   |
| 110 mètres haies      | Jabbar Rehima Irak             | 14 s 83         | Nasr Sultan Irak              | 14 s 86         | Matar Achour Koweït            | 15 s 51         |
| 400 mètres haies      | Hassen Kadhem Irak             | 51 s 16         | Jabbar Rehima Irak            | 51 s 76         | Maâouia Ali El Houly Libye     | 53 s 59         |
| Saut en hauteur       | Kacem Mohamed Irak             | 2,03 m          | Ghazi Marzouk Arabie saoudite | 2,03 m          | Moncer Mohamed Salah Qatar     | 2 m             |
| Saut à la perche      | Mohamed Ben Saâd Algérie       | 4,40 m          | Kesra Ahmed Irak              | 4,30 m          | Abdallah Awadh Arabie saoudite | 4,20 m          |
| Saut en longueur      | Mehdi Kadhem Irak              | 7,25 m          | Zied Kat Syrie                | 7,09 m          | Abdessalem El Bashti Libye     | 6,98 m          |
| Triple saut           | Mojhed Farid Irak              | 15,98 m         | Mehdi Kadhem Irak             | 15,82 m         | Fethi Ouerdani Tunisie         | 14,94 m         |
| Lancer du poids       | Mohamed Zenkaoui Koweït        | 16,82 m         | Ahmed Hassen Miled Libye      | 16,46 m         | Shokr Mahmoud Irak             | 15,15 m         |
| lancer du disque      | Abderrazak Ben Hassine Tunisie | 51,46 m         | Adnan El Houry Syrie          | 49,08 m         | Shawki Hajji Irak              | 47,40 m         |
| Lancer du marteau     | Youssef Ben Abid Tunisie       | 52,43 m         | Khaled Ghalloum Koweït        | 45,44 m         | Abbes Jabbar Irak              | 44,62 m         |
| Lancer du javelot     | Ali Memmi Tunisie              | 71,50 m         | Tarek Chaabani Tunisie        | 70,76 m         | Matar El Karfi Arabie saoudite | 65,30 m         |
| Décathlon             | Elie Sfeir Liban               | 6576 pts        | Jassem Jabr Irak              | 6417 pts        | Abdessatar Mouelhi Tunisie     | 6228 pts        |
| Marathon              | Abdallah Souki Libye           | 2 h 34 min 44 s | Karim Abboud Irak             | 2 h 38 min 48 s | Abdelhussein Ali Bahreïn       | 2 h 46 min 25 s |
| Relais 4 × 100 mètres | Irak                           | 41 s 27         | Syrie                         | 41 s 90         | Koweït                         | 42 s 40         |
| Relais 4×400 mètres   | Irak                           | 3 min 12 s 48   | Libye                         | 3 min 14 s 24   | Syrie                          | 3 min 18 s 16   |

### Dames
| Event             | Or                       | Or            | Argent                  | Argent        | Bronze                  | Bronze        |
| ----------------- | ------------------------ | ------------- | ----------------------- | ------------- | ----------------------- | ------------- |
| 100 mètres        | Iman Nouri Irak          | 12 s 85       | Houda Nahedh Liban      | 13 s 23       | Raya Tatunji Syrie      | 13 s 60       |
| 200 mètres        | Sarra Touibi Tunisie     | 25 s 78       | Anouar Abdelmohsen Irak | 26 s 25       | Houda Nahedh Liban      | 26 s 77       |
| 400 mètres        | Sarra Touibi Tunisie     | 57 s 48       | Chaoub Kahtane Irak     | 59 s 78       | Hela Maghrabi Syrie     | 59 s 94       |
| 800 mètres        | Souad Derouiche Tunisie  | 2 min 11 s 24 | Hela Maghrabi Syrie     | 2 min 16 s 62 | Ahlem Ibrahim Irak      | 2 min 29 s 22 |
| 100 mètres haies  | Iman Nouri Irak          | 15 s 96       | Raya Tatunji Syrie      | 16 s 56       |                         |               |
| Saut en hauteur   | Kawther Akrémi Tunisie   | 1,74 m        | Raya Tatunji Syrie      | 1,58 m        | Zeina Mina Liban        | 1,40 m        |
| Saut en longueur  | Kawther Akrémi Tunisie   | 5,51 m        | Iman Nouri Irak         | 5,43 m        | Raya Tatunji Syrie      | 5,09 m        |
| Lancer du poids   | Fethia Jerbi Tunisie     | 11,70 m       | Fayda Awada Irak        | 11,60 m       | Raja Hatem Syrie        | 8,90 m        |
| lancer du disque  | Fethia Jerbi Tunisie     | 46,80 m       | Raja Hatem Syrie        | 34,42 m       | Sahera Mohamed Ali Irak | 26,52 m       |
| Lancer du javelot | Wissem Chennoufi Tunisie | 37,30 m       | Hamdia Essammak Irak    | 35,80 m       | Najah Farah Syrie       | 34,98 m       |

## Tableau des médailles

### Hommes
| Rang | Nation              | Or | Argent | Bronze | Total |
| ---- | ------------------- | -- | ------ | ------ | ----- |
| 1    | Irak                | 11 | 8      | 5      | 24    |
| 2    | Tunisie             | 4  | 2      | 4      | 10    |
| 3    | Libye               | 2  | 3      | 3      | 8     |
| 4    | Koweït              | 2  | 2      | 2      | 6     |
| 5    | Syrie               | 1  | 5      | 1      | 7     |
| 6    | Liban               | 1  | 0      | 0      | 1     |
| 6    | Algérie             | 1  | 0      | 0      | 1     |
| 8    | Qatar               | 0  | 1      | 4      | 5     |
| 9    | Arabie saoudite     | 0  | 1      | 2      | 3     |
| 10   | Bahreïn             | 0  | 0      | 1      | 1     |
| 11   | Émirats arabes unis | 0  | 0      | 0      | 0     |
| 11   | Palestine           | 0  | 0      | 0      | 0     |
| -    | Total               | 22 | 22     | 22     | 66    |

### Dames
| Rang | Nation  | Or | Argent | Bronze | Total |
| ---- | ------- | -- | ------ | ------ | ----- |
| 1    | Tunisie | 8  | 0      | 0      | 8     |
| 2    | Irak    | 2  | 5      | 2      | 9     |
| 3    | Syrie   | 0  | 4      | 5      | 9     |
| 4    | Liban   | 0  | 1      | 2      | 3     |
| -    | Total   | 10 | 10     | 9      | 29    |